# 巴塞隆納都會交通
巴塞罗那都会交通 (加泰罗尼亚语：Transports Metropolitans de Barcelona)，简称：TMB。 是西班牙加泰罗尼亚巴塞罗那市的主要公共交通运营商，由两家独立的公司组成。 主要项目包括巴塞罗那都会区的大部分地铁和巴士线路。

巴塞罗那都会交通的巴士网络通过109条线路服务巴塞罗那都会区，总距离为920.62公里。 巴塞罗那地铁服务有123个车站。 它由六条地铁线和一条缆车线组成。 2016年，巴塞罗那都会交通的载客5.875亿人次。 它有7,744名员工。
巴塞罗那还有一个机构，旨在协调其他公共交通公司并将其整合到同一网络中，即Autoritat del TransportMetropolità。

## 历史标志
巴塞罗那城铁在引入Helvetica的模板样式变体进行宣传后，于2014年更改了徽标。

第一版logo (1983–2004)

## 负责项目
TMB旗下的TMB International为以下项目提供了技术咨询及管理服务：
- 巴塞罗那地铁运营管理
- 巴塞罗那巴士运营管理
- 法國昂蒂布公共交通（法语：Transports en commun d'Antibes）（运营管理）
- 法國佩皮尼昂公共交通（法语：Transports en commun de Perpignan）（运营管理）
- 法國贝济耶公共交通（法语：Transports en commun de Béziers）（运营管理）
- 秘魯利马地铁2号线（规划）
- 智利圣地亚哥地铁3号线、6号线（顾问）
- 西班牙塞维利亚地铁（顾问）
- 阿根廷布宜诺斯艾利斯地铁运营商更换（规划）
- 巴拿马巴拿马地铁1号线、2号线（顾问、监理）
- 阿尔及利亚阿尔及尔地铁列车监理
- 秘魯利马地铁1号线扩建（规划）
- 俄羅斯叶卡捷琳堡地铁2期工程自动化设计
- 巴西圣保罗巴士数字化运营（规划）
- 西班牙萨拉戈萨路面電車（英语：Zaragoza tram）（监理）
- 阿尔及利亚瓦赫蘭路面電車（英语：Oran Tramway）（顾问）